# Bataille de Wimpfen
Guerre de Trente Ans
Batailles
La bataille de Wimpfen eut lieu le 6 mai 1622 pendant la première période de la guerre de Trente Ans. Terminée par une sévère défaite des protestants, elle marque aussi, pratiquement, la fin de la carrière militaire du duc Georg Friedrich de Bade-Durlach.
Le 6 mai 1622, après que les armées de Mansfeld et de Bade se sont séparées, Bade fut écrasé par Tilly à Wimpfen.

## Conséquences
Les pertes s'établirent de chaque côté à environ 2 000 hommes. Immédiatement après leur victoire, Tilly et Córdoba se mirent en devoir d'empêcher la jonction des troupes protestantes restantes avec celles de Mansfeld et de Christian de Brunswick. D'ailleurs, ce dernier fut bientôt attaqué et vaincu lors de la bataille de Höchst.